# Джонс, Карен Спарк
Карен Спарк Джонс (член британской академии; 26 августа 1935 — 4 апреля 2007) британский учёный в области информатики.
Спарк внесла значительный вклад в две отдельные области: информационный поиск (ИП) и обработка естественного языка (ОЕЯ). В последние годы своей жизни она занималась интеграцией этих направлений в основные блок-схемы ИИ. Её наиболее важным вкладом является создание концепции учёта весов слов обратной частоты документа (IDF), которую она описала в статье в 1972-м году. На сегодняшний день IDF используется во многих поисковых системах, как правило, в составе схемы TF-IDF.

## Биография

### Происхождение
Карен Спарк Джонс родилась в городе Хаддерсфилде графства Йоркшир в Англии. Её отцом был Оуэн Джонс — преподаватель химии, а матерью — норвежка Ида Спарк, которая переехала в Великобританию во время Второй мировой войны. Оуэн и Ида покинули Норвегию на одном из последних кораблей после немецкого вторжения в 1940 году.

### Карьера
Карен Спарк Джонс обучалась в гимназии Хаддерсфилд, а затем в Кембриджском колледже с 1953 по 1956 года. Там изучала историю, но на последнем году обучения увлеклась философией (тогда она называлась Моральные науки (англ. Moral Sciences)) и после окончания обучения приняла приглашение Маргарет Мастерман на вступление в языковой исследовательский отдел Кембриджского университета (ЯИОКУ). Прежде чем перейти к исследовательской работе в области информатики, она недолго проработала учителем в школе.
Статья, написанная Спарк совместно с Мастерман и Нидхемом, и опубликованная в 1958 году, называется «Аналогия между машинным переводом и поиском в библиотеке». В 1968 году Спарк перевели из ЯИОКУ в компьютерную лабораторию при Кембриджском университете, к тому времени она уже 3 года была сотрудником Ньюнхем-колледжа, а затем стала членом Лондонского королевского общества. Там она начала свою карьеру в области ИП, в которой она стала мировым авторитетом.
До того, как Спарк была переведена в Кембриджский университет, она написала диссертацию на тему «Синонимия и семантическая классификация» в 1964 году при Кембриджском языковом исследовательском подразделении под руководством Маргарет Мастерман и её мужа, философом Ричардом Брейтуэйтом.
Эта работа сильно опережала своё время и была опубликована лишь двадцать лет спустя в статье по теме ИИ в Эдинбургском университете. На самом деле, это было первое применение статистических методов кластеризации для лексических данных. Это было амбициозной попыткой создать некоторое представление о примитивных понятиях машинного перевода на эмпирической основе. Алгоритмы, которые она использовала, были из теории о «сгустках» («Theory of Clumps»). Они были разработаны и использованы её мужем Роджером Нидхемом в его дипломной работе по автоматической классификации, и те, которые она использовала, когда начала работать в компьютерной лаборатории при Кембриджском университете. Основным источником вдохновения для Спарк был её муж Роджер Нидхем и её руководитель Маргарет Мастерман.

###### Концепция IDF
Карен Спарк Джонс внесла значительный вклад в области: ИП и ОЕЯ., а также создала концепцию учёта весов слов обратной частоты документа (IDF), которую она описала в статье в 1972-м году. IDF (inverse document frequency — обратная частота документа) — инверсия частоты, с которой некоторое слово встречается в документах коллекции. Учёт IDF уменьшает вес широкоупотребительных слов. Для каждого уникального слова в пределах конкретной коллекции документов существует только одно значение IDF.
Проводится ежегодная лекция «British Computer Society», названная в её честь.
На протяжении её карьеры в области информатики, она пыталась привлечь женщин для работы в данной области (её лозунг — «вычисления слишком важны, чтобы оставлять их мужчинам»), а также была хорошим наставником для студентов.

### Последние годы жизни
Карен Спарк Джонс умерла от рака 4 апреля 2007 года в городе Уиллингеме графства Кембриджшир.
Была организована и проведена встреча в компьютерной лаборатории Кембриджского университета, чтобы воздать дань памяти и уважения.

### Личная жизнь
Карен Спарк Джонс была замужем за своим товарищем, учёным Кембриджского университета Роджером Нидхемом. Они построили свой дом в деревне Котон (около 3 км к западу от Кембриджа в графстве Кембриджшир, Англия). По утрам они работали дома, возвращаясь на своё рабочее место лишь после полудня. Они жили долго и счастливо в скромном деревянном доме на протяжении многих лет, пока шум от шоссе М11 не заставил их покинуть это место.

### Почести
- Член британской академии, в которой она была вице-президентом в феврале 2000 года;
- Член AAAI;
- Член ECCAI;
- Стала президентом Association for Computational Linguistics в 1994 году.

### Награды
- Премия Жерара Солтона[англ.] (1988)
- Американское общество по информатике и технологиям[англ.] Award of Merit (2002)
- ACL Lifetime Achievement Award (2004)
- Британское компьютерное общество[англ.] Медаль Лавлейс[англ.] (2007)
- ACM-AAAI Allen Newell Award (2007)